# The Comet Is Coming
The Comet Is Coming — англійський джаз-рок гурт з Лондона, що утворився 2013 року.
Музика гурту включає елементи джазу, електроніки, фанку та психоделічного року.

## Історія
Шабака Гатчінгс народився у Лондоні, в родині вихідців з острова Барбадос. Підлітком хлопець захопився хіп-хопом, підсівши на 2Pac, Nas, Notorious B.I.G. та інших американських емсі. Тоді ж він почав вчитися гри на кларнеті, а вже в університеті опанував інструмент професійно.
Якось Гатчінгс потрапив на концерт Soccer96 — електронного дуету Дена Ліверса та Макса Голетта. Хлопця настільки захопила їхня музика, що він спонтанно долучився до гурту на сцені, аби підіграти на саксофоні.
Успіх цього стихійного сету надихнув Гатчінгса, Ліверса та Голетта винайняти студію на три дні для спільного джему. Так народилася Neon Baby — перша пісня новоутвореного тріо The Comet Is Coming. Згодом вона увійшла до його дебютного міні-альбому гурту — «Prophecy» (2015). Саму ж назву музиканти запозичили з фрагменту, який знайшли у бібліотеці BBC Radiophonic Workshop.
Дебютний альбом гурту «Channel the Spirits» вийшов 2016 року, і у серпні того ж року група була номінована на Mercury Prize за цей диск.
Їх другий повноформатний альбом, «Trust in the Lifeforce of the Deep Mystery», вийшов у березні 2019 року та отримав схвальні відгуки критиків.
8 лютого 2019 року гурт вперше виступив у Києві.

## Склад
- Шабака «Король Шабака» Гатчінс — саксофон
- Ден «Даналоґ» Ліверс — клавішні
- Макс «Бетамакс» Голетт — ударні

## Дискографія

### Студійні альбоми
- Channel the Spirits (2016, The Leaf Label)
- Trust in the Lifeforce of the Deep Mystery (2019, Impulse!)
- Hyper-Dimensional Expansion Beam (2022, Impulse!)

### Мініальбоми
- Prophecy (2015)
- Death to the Planet (2017)
- The Afterlife (2019)

### Сингли
- «Neon Baby» (2015)
- «Do the Milky Way» (2015)
- «Space Carnival» (2016)
- «Final Eclipse» (2017)
- «Summon the Fire» (2019)
- «Unity» (2019)
- «Lifeforce Part II» (2019)
- «Imminent» (2020)